# La spada spezzata
La spada spezzata (titolo originale: The Broken Sword) è un romanzo fantasy dello scrittore americano Poul Anderson, pubblicato originariamente nel 1954, lo stesso anno in cui fu dato alle stampe La compagnia dell’anello di J. R. R. Tolkien. È stato ripubblicato in una edizione riveduta da Ballantine Books.

## Trama
Le vicende sono concentrate su Skafloc e Valgard, rispettivamente protagonista e antagonista della storia. Le loro vite sono esempio di come gli esseri mortali in quei tempi pieni di magia erano pedine nelle mani di forze più grandi di loro. Skafloc, appena nato, viene preso dal conte degli elfi Imric e sostituito con un bimbo, uguale in tutto e per tutto a lui, nato dall’accoppiamento con una troll (la figlia del re dei troll che tiene prigioniera da novecento anni) e dall’uso della magia; portato a Elfeugh, uno dei tanti castelli degli elfi del popolo di Faerie (presente nel mondo degli uomini, ma visibile soltanto a chi era capace di vederlo), viene cresciuto con la sapienza e le arti elfiche, anche se su di lui incombe un cupo destino, visto l’oscuro dono portatogli dal messaggero degli Asi: la spada spezzata che dà il titolo all’opera di Anderson.
E mentre Skafloc ha un’esistenza gioiosa, attorniato da magia e meraviglie, quella di Valgard è un’esistenza rabbiosa, solitaria, odiato e temuto da tutti per via della sua indole violenta. Vittima di se stesso e della manipolazione altrui, si ritroverà a uccidere il padre e tutti i fratelli adottivi, tranne la sorella Freda, che verrà salvata da Skafloc dopo che Valgard l’ha rapita e portata nel regno dei troll per aver scoperto quali sono le sue origini.
Skafloc e Freda si metteranno insieme, senza sapere che sono fratello e sorella. Quando la scoperta avverrà, sarà una tragedia e i due si separeranno. La ragazza tornerà tra gli uomini, mentre a Skafloc non resterà altro che perseguire la via della vendetta e andare alla ricerca di chi forgerà nuovamente la spada spezzata per riconquistare le terre degli elfi cadute sotto il dominio dei troll, anche se questo significherà incorrere in un tremendo destino.